# 邦雅曼·托马
邦雅曼·托马（法語：Benjamin Thomas，1995年9月12日—）生于塔恩省拉沃尔，是一名法国男子自行车运动员。托马在五岁时受父亲影响开始练习自行车。2015年，他受到Armée de Terre俱乐部的邀请，加入了该俱乐部，这是他成为职业选手后所加入的第一个俱乐部。